# 李嘉 (香港)
李嘉（英語：Oscar Li Ka，1982年1月18日—），出生於中華人民共和國的香港男演員、節目主持及武術指導，曾為無綫電視無綫電視基本藝人合約藝員兼武術顧問及香港電視網絡藝員，現為星王朝旗下藝人。

## 背景
李嘉六歲開始習武，先後接觸不同中西藝術，十歲曾獲挑選代表香港武術界在百福道教師中心，以武歡迎港督彭定康到港上任，當時他正就讀紅磡官立小學四年級，與一眾學生在彭定康和三位前教育署署長（包括李越挺、黃星華及余黎青萍）面前表演，；他1994年在該校上午校畢業，1999年以一身「硬橋硬馬」考入香港無線電視第四期動作特技演員訓練班，擔任龍虎武師，及後投考無綫電視第15期藝員訓練班，修畢課程便於 TVB8 擔任主持及參與翡翠台劇集演出等。
2007至2008年左右，李嘉曾任輔助警察及私人保鑣，2010年香港電台透過真人秀形式拍攝大型功夫紀錄片《功夫傳奇》，並以主持身份走訪香港、武當、少林、新加坡、山東、蒙古、印度、俄羅斯等地，與當地武術家切磋交流；在拍攝期間又聯同夥伴創立了武館「東方體育會」，傳授東方養生理療和 Fighting Knife 格鬥刀，宣揚「以德為本、武學健身、尚武精神」。
李嘉曾在劇集《巾幗梟雄之義海豪情》、《飛虎》及《護花危情》裡，分別飾演「黑木少佐」、飛虎隊隊員「郭耀祖」與黑道人士「熊勇」而為人認識。2016年，他於無綫電視劇《城寨英雄》中飾演惡貫滿盈的「馮夏滿」，亮眼表現使其更廣為人知。同年，他在《萬千星輝賀台慶》節目內奪得台慶大獎 —— 「一百萬獎金獎品」，更首度獲提名《萬千星輝頒獎典禮2016》「最佳男配角」。
2017年底，李嘉跟友人 Master Cheung 合資於銅鑼灣駱克道京都廣埸開設台灣菜食店「古早味 - 台灣原味」，再租借大角咀福星工廠大廈單位開辦武館「拳匠」。2018年初，他與「古早味 - 台灣原味」的生意夥伴在意見上出現分歧而被辭退，所創辦的武館也於7月底因經營不善而結業；同年參演《大帥哥》裡要角 —— 旋風特工營營長「冬來」，演出受到注目且獲張衛健讚賞。
2019年12月，李嘉聯同楊明、莊思明、莊思華、曹永廉、朱庭萱、姚瑩瑩、劉俐、李霖恩及朱滙林等支持修例人士，到訪位於香港警察總部的警察公共關係科以贈送橫額為他們打氣，並透過面書高調表明政治立場，隨後再被前生意夥伴撇清關係。2020年5月，他有份聯署支持港版國安法，同年亦加入星王朝；現時除了擔任保安公司顧問，偶爾更會兼職藝人保鑣。

## 演出作品

### 電視劇（無綫電視）
| 首播            | 劇名               | 角色                | 備註                     |
| 2001年          | 娛樂反斗星         | 刀 手               |                          |
| 2001年          | 封神榜             | 將 領               |                          |
| 2001年          | 尋秦記             | 殺 手               | 第32集                   |
| 2002年          | 皆大歡喜 (古裝)    | 大 漢               | 第217集                  |
| 2002年          | 皆大歡喜 (古裝)    | 侍 衛               | 第253、322集             |
| 2002年          | 皆大歡喜 (古裝)    | 太 監               | 第256集                  |
| 2002年          | 皆大歡喜 (古裝)    | 大隻佬              | 第296集                  |
| 2002年          | 皆大歡喜 (古裝)    | 街 坊               | 第303集                  |
| 2002年          | 皆大歡喜 (古裝)    | 小 販               | 第307集                  |
| 2003年          | 英雄·刀·少年       | 蘇哈克鷹            |                          |
| 2003年          | 西關大少           | 賓 客               | 第30集                   |
| 2003年          | 皆大歡喜 (時裝)    | 侍 應               | 第11集                   |
| 2003年          | 皆大歡喜 (時裝)    | 男 子               | 第16集                   |
| 2003年          | 皆大歡喜 (時裝)    | 帽檔老闆            | 第20集                   |
| 2003年          | 皆大歡喜 (時裝)    | 靚 仔               | 第35集                   |
| 2003年          | 皆大歡喜 (時裝)    | 阿信朋友            | 第41集                   |
| 2003年          | 皆大歡喜 (時裝)    | 大隻男              | 第134集                  |
| 2003年          | 冲上云霄           | 廣場銀幕男主角      | 第9集                    |
| 2004年          | 無名天使3D         | CTU 學員            |                          |
| 2004年          | 青出於藍           | 舊 生               |                          |
| 2010年          | 巾幗梟雄之義海豪情 | 黑木隆盛            |                          |
| 2010年          | 依家有喜           | 賈子丹              |                          |
| 2011年          | Only You 只有您    | 蕭淑虎下屬          | 第16、17集               |
| 2011年          | 點解阿Sir係阿Sir   | 投考警察青年        |                          |
| 2011年          | 潛行狙擊           | 警校教官            |                          |
| 2011年          | 女拳               | 黃飛鴻徒弟          |                          |
| 2011年          | 九江十二坊         | 賊 人               |                          |
| 2011年          | 法證先鋒III        | 趙貴德              |                          |
| 2011年          | 荃加福祿壽探案     | 薛卓手下            | 第15 - 17集              |
| 2012年          | 缺宅男女           | Vincent             |                          |
| 2012年          | 4 In Love          | 凌刑手下            |                          |
| 2012年          | 拳王               | 雷 勁               |                          |
| 2012年          | 耀舞長安           | 韓公子              |                          |
| 2012年          | 飛虎               | 郭耀祖              |                          |
| 2012年          | 心戰               | Jacky               |                          |
| 2012年          | 護花危情           | 熊 勇               |                          |
| 2012年          | 回到三國           | 馬副將              |                          |
| 2013年          | 法網狙擊           | 龐世邦好友          | 第17 - 26集              |
| 2014年          | 愛·回家            | 高大男              | 第625集                  |
| 2015年          | 以和為貴           | 大癲手下            |                          |
| 2015年          | 樓奴               | 戴文武              |                          |
| 2015年          | 張保仔             | 鴻                  |                          |
| 2016年          | 公公出宮           | 龍                  |                          |
| 2016年          | EU超時任務         | 狠                  |                          |
| 2016年          | 殭                 | 危 耿               | 第1、6、7、11、16 - 18集 |
| 2016年          | 火線下的江湖大佬   | 花 蟹               |                          |
| 2016年          | 愛·回家之八時入席  | 外判公司技工        | 第36、37集               |
| 2016年          | 愛·回家之八時入席  | 豹 哥               | 第151、152集             |
| 2016年          | 純熟意外           | 大 漢               | 第12集                   |
| 2016年          | 完美叛侶           | Band 隊鼓手         | 第14集                   |
| 2016年          | 城寨英雄           | 馮夏滿              | 第2 - 5集                |
| 2016年          | 幕後玩家           | 邵作農              | 第25、26集               |
| 2016年          | 致命復活           | 傻 強               | 第1、2集                 |
| 2017年          | 財神駕到           | 天兵將領            | 第1集                    |
| 2017年          | 乘勝狙擊           | 殺人王              | 第2集                    |
| 2017年          | 迷                 | 陳 輝（甜筒輝）     | 第1、2集                 |
| 2017年          | 使徒行者2          | 小馬哥              | 第13集                   |
| 2017年          | 降魔的             | 陳 亮（沙塵亮）     | 第16 - 18集              |
| 2017年          | 誇世代             | 孱仔昌              | 第25集                   |
| 2018年          | 翻生武林           | 黃 豹               |                          |
| 2018年          | 天命               | 姚之富              |                          |
| 2018年          | 再創世紀           | 張志光              | 第11、13集               |
| 2018年          | 是咁的，法官閣下   | 李仲發              | 第11集                   |
| 2018年          | 大帥哥             | 冬 來               |                          |
| 2019年          | 愛·回家之開心速遞  | 崔少傑              | 第548、684、768集        |
| 2019年          | 愛·回家之開心速遞  | 崔少欣              | 第633、684集             |
| 2019年          | 婚姻合伙人         | 越南土豪            | 第17集                   |
| 2019年          | 包青天再起風雲     | 王 朝               |                          |
| 2020年          | 殺手               | 賴永康              | 第9集                    |
| 2020年          | 使徒行者3          | 高 森               | 第15集                   |
| 2021年          | 失憶24小時         | 紀 細               |                          |
| 2022年          | 鐵拳英雄           | 彭 拜               |                          |
| 2023年          | 一舞傾城           | 廖 英（麻鷹、鷹哥） |                          |
| 2024年          | 狀王之王           | 牛大春              |                          |
| big big channel |                    |                     |                          |
| 2019年          | 我老婆唔係人       | 丈 夫               | 第4集                    |

### 電視劇（香港电视）
| 首播   | 劇名           | 角色   | 備註                      |
| 2013年 | 功夫           | 形 意  | 預告片                    |
| 2014年 | 警界線         | 石柏   |                           |
| 2014年 | 來生不做香港人 | 示威者 |                           |
| 2015年 | 三面形醫       | 猛男甲 | 金建雯之下屬 卓天楠之病人 |

### 電視劇（香港電台電視部）
| 首播   | 劇名     | 角色   | 備註  |
| 2011年 | 火速救兵 | 李彥孝 | 第8集 |
| 2012年 | 毒海浮生 |        | 第3集 |

### 綜藝節目
| 首播          | 劇名                   | 性質 / 角色                       | 備註         |
| 2001年        | 開心新班子             | 演出                              | 無綫電視     |
| 2005 - 2007年 | 殘酷一叮               | 幪面大隻佬（助手）                | 無綫電視     |
| ？ - ？年     | TVB娛樂新聞台          | 國語主播                          | 無綫電視     |
| 2010年        | 民峰學院開運班         | 主持                              | 無綫電視     |
| 2010年        | 荃加福祿壽             | 瑜伽教練 （Sat In The City 環節） | 無綫電視     |
| 2010年        | 功夫傳奇               | 主持                              | 香港電台     |
| 2010年        | 龍騰天下               | 嘉賓（第4集）                     | 無綫電視     |
| 2011年        | 功夫新星               | 幕前動作指導                      | 無綫電視     |
| 2012年        | 功夫傳奇II之再戰江湖   | 主持                              | 香港電台     |
| 2012年        | 你家養生坊             | 主持                              | U Radio      |
| 2013年        | 功夫傳奇III之決戰邊疆  | 主持                              | 香港電台     |
| 2013年        | 反斗普通話             | 小李子（第1集）                   | 香港電台     |
| 2013年        | 反斗普通話             | 大隻佬（第2集）                   | 香港電台     |
| 2013年        | 反斗普通話             | 功夫大師（第3集）                 | 香港電台     |
| 2013年        | 反斗普通話             | Gaylie（第5集）                   | 香港電台     |
| 2014年        | 功夫普通話             | 主持 / 黃飛鴻                     | 香港電台     |
| 2014年        | 修行                   | 主持                              | 香港電台     |
| 2015年        | 爆Talk                 | 嘉賓                              | 香港电视网络 |
| 2016年        | 一綫娛樂               | 嘉賓（第44集）                    | 無綫電視     |
| 2016年        | 萬千星輝賀台慶         | 嘉賓                              | 無綫電視     |
| 2016年        | 歡樂滿東華             | 演出                              | 無綫電視     |
| 2017年        | 最緊要好玩             | 演出                              | 無綫電視     |
| 2017年        | Ben Sir研究院          | 嘉賓（第5集）                     | 無綫電視     |
| 2017年        | 香港可以這樣玩         | 主持（第10、11集；TVB8）          | 無綫電視     |
| 2018年        | 深夜美食團             | 嘉賓（第5集）                     | 無綫電視     |
| 2018年        | 兄弟大茶飯             | 嘉賓（第4 - 7集）                 | 無綫電視     |
| 2018年        | 大帥哥之四個軍官響頭炮 | 演出                              | 無綫電視     |
| 2018年        | 今日VIP                | 嘉賓（12月11日）                  | 無綫電視     |
| 2019年        | 電競王                 | 嘉賓（第15集）                    | 無綫電視     |
| 2019年        | PARK YOHO週末速遞      | 超市客人（第2集）                 | 無綫電視     |
| 2019年        | #後生仔傾吓偈            | 嘉賓（第420、421集）              | 無綫電視     |

### 電影
| 首映   | 電影名               | 角色         |
| 2002年 | 野狼                 | 日本保鏢     |
| 2003年 | 雙雄                 | 歐陽海手下   |
| 2010年 | 綫人                 | 路障交通警   |
| 2010年 | 打擂台               | 龐青徒弟     |
| 2011年 | 勁抽福祿壽           | 夜總會經理   |
| 2011年 | 我愛HK開心萬歲       | 鐵打男       |
| 2011年 | 潮性辦公室           | 沙灘肌肉男   |
| 2012年 | 高海拔之戀II         | 娛樂新聞主播 |
| 2015年 | 煎餅俠               |              |
| 2016年 | 失戀日               | 陳公子       |
| 2022年 | 倚天屠龍記之九陽神功 | 空性大師     |
| 2023年 | 追龍番外篇之龍爭虎鬥 | 文 雄        |

### 微電影
| 首映   | 電影名                                            | 角色           |
| 2012年 | 東華三院：越半「更」精彩 之《當更年期遇上青春期》 | 少年林一鳴師父 |

### 廣告
| 年份   | 產品                                            |
| 2012年 | 獅王吸濕大笨象「好抽得」                        |
| 2012年 | 獅王植物物語淋浴露                              |
| 2013年 | 香港電視網絡：一個電視台的誕生 - 電視奇蹟由我創 |

## 曾獲獎項與提名
| 年份   | 獎項                                 | 結果 |
| 2016年 | 萬千星輝頒獎典禮2016「最佳男配角」   | 提名 |
| 2018年 | 2018香港電視大獎「男配角獎（劇集）」 | 提名 |

## 外部連結
- 李嘉的新浪微博
- Ka Li的Facebook專頁
- 李嘉的Facebook專頁
- 李嘉在香港影庫上的簡介